# Carl Gehrts

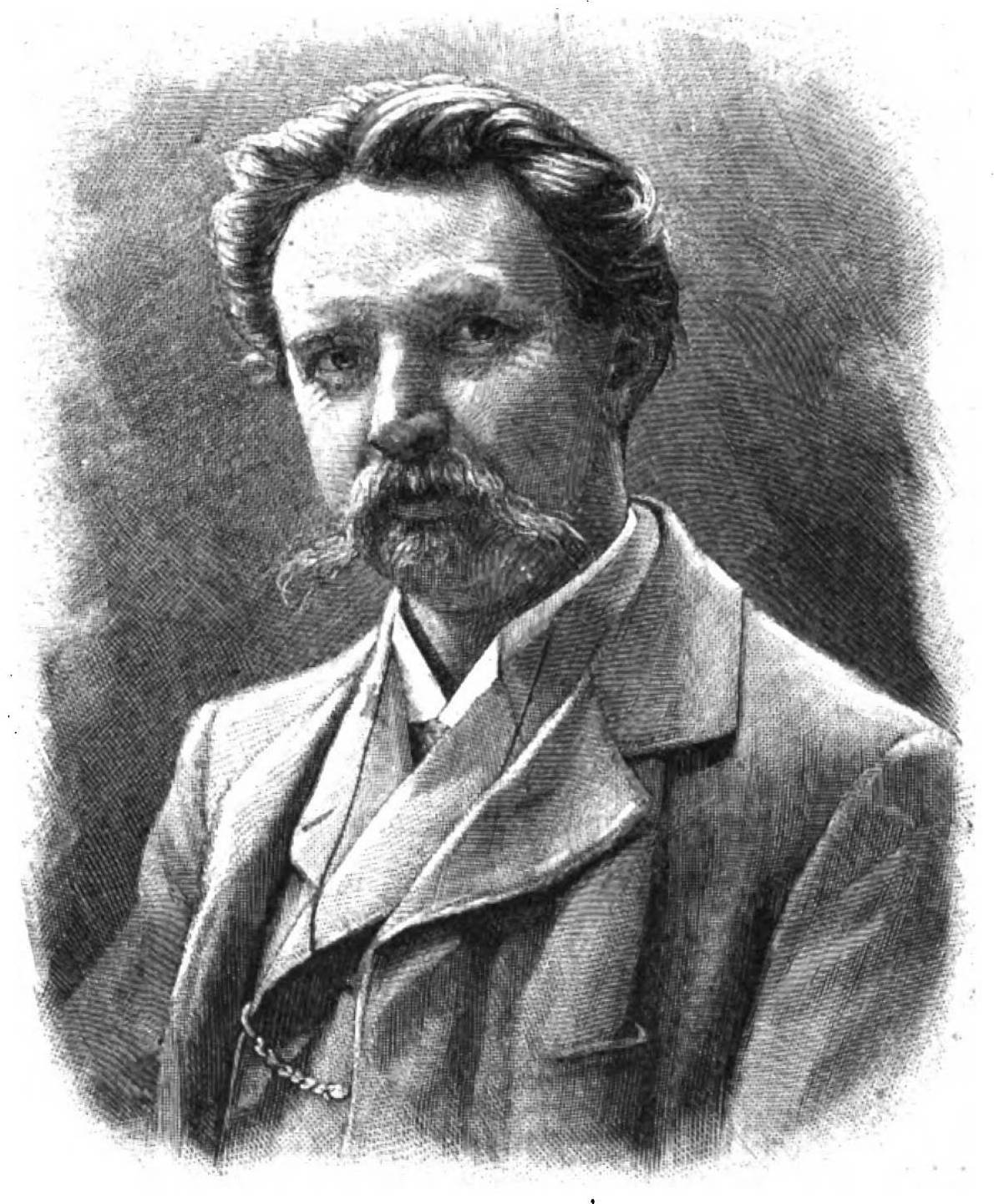
Carl Gehrts

Carl Gehrts, auch Karl Gehrts, vollständiger Name Karl Heinrich Julius Gehrts (* 11. Mai 1853 in St. Pauli bei Hamburg; † 17. Juli 1898 in Endenich), war ein deutscher Maler, Illustrator und Hochschullehrer. Er lehrte als Professor an der Kunstakademie Düsseldorf.

## Leben

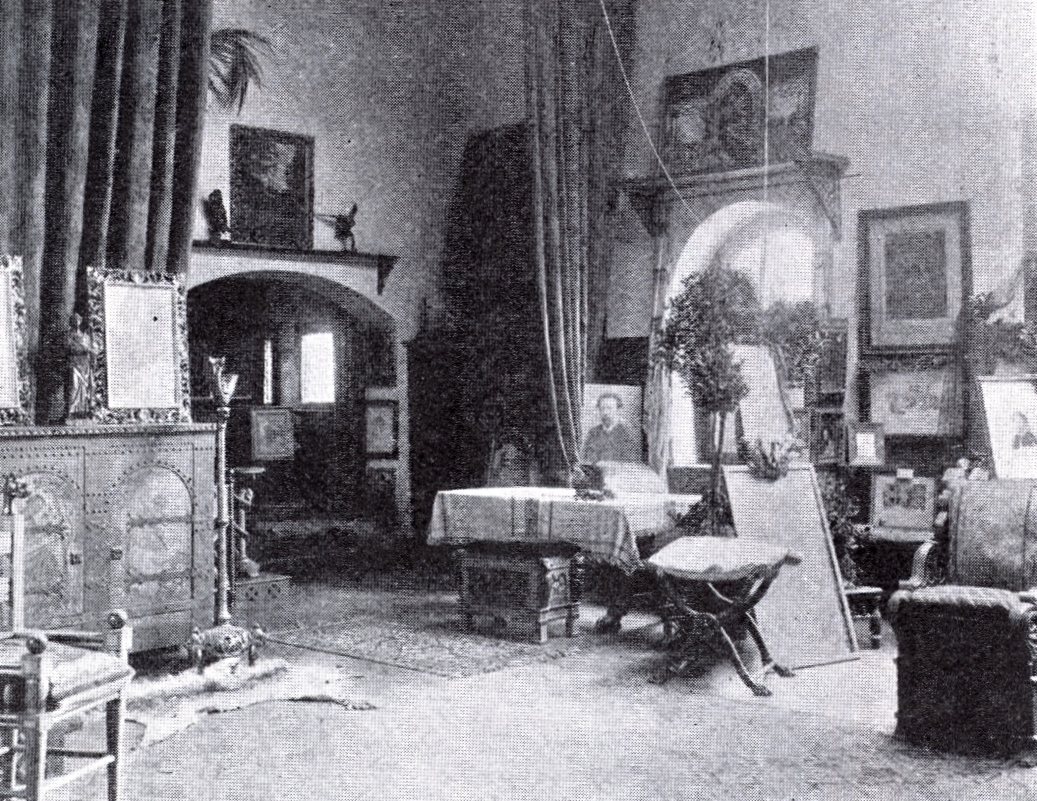
Gehrts Atelier in der Villa Waldfrieden

Gehrts, Sohn eines Hamburger Malermeisters, war der ältere Bruder der Maler und Illustratoren Johannes Gehrts und Franz Gehrts. Nach abendlichem Besuch der Hamburger Gewerbeschule, wo ihn unter anderem der Lehrer Friedrich Heimerdinger unterrichtete, studierte er mit der Hilfe von Stipendien ab 1871 an der Kunstakademie Weimar unter Ferdinand Brütt, Karl Gussow und Albert Baur. Seinem Lehrer Baur folgte er im Jahr 1876 nach Düsseldorf. Dort war er als Historien-, Landschafts-, Bildnis- und Genremaler tätig. Befreundet war er mit Emil Zeiß. Engen künstlerischen Kontakt hatte er zu August Wittig, der an der Kunstakademie Düsseldorf die Bildhauerei lehrte, in späteren Jahren auch zum Illustrator Heinrich Otto. Im Kreis der Schriftstellerin Sophie Hasenclever, der Gattin des Schriftstellers Richard Hasenclever und Tochter Wilhelm Schadows, fand Gehrts gesellschaftlichen Anschluss, so wie auch im Künstlerverein Malkasten, dessen Mitglied er war. 1879 heiratete er Anna Koettgen (1855–1901), die Tochter des Malers Gustav Adolf Koettgen, eine Landschaftsmalerin und kunsthandwerkliche Gestalterin, die ab 1877 seine Privatschülerin geworden war. Gehrts Tochter Erna (1881–1957) heiratete in erster Ehe Hans Erich Hoesch (1881–1920), Mitinhaber des Eisenwerkes Eberhard Hoesch & Söhne, nach dessen Tod in zweiter Ehe Willy Hopp (1878–1957), Fabrikant und Aufsichtsratsvorsitzender der Hoesch AG.
Sein privates Atelier befand sich in seinem Wohnhaus, der Villa Waldfrieden im Düsseldorfer Vorort Rath, die er sich von dem Düsseldorfer Architekten Carl Wilhelm Schleicher hatte errichten lassen. Gehrts war ein populärer und viel beschäftigter Künstler, bis er 1898 im Alter von 45 Jahren an einem Nervenleiden in der Heilanstalt Endenich bei Bonn starb.

## Werke (Auswahl)

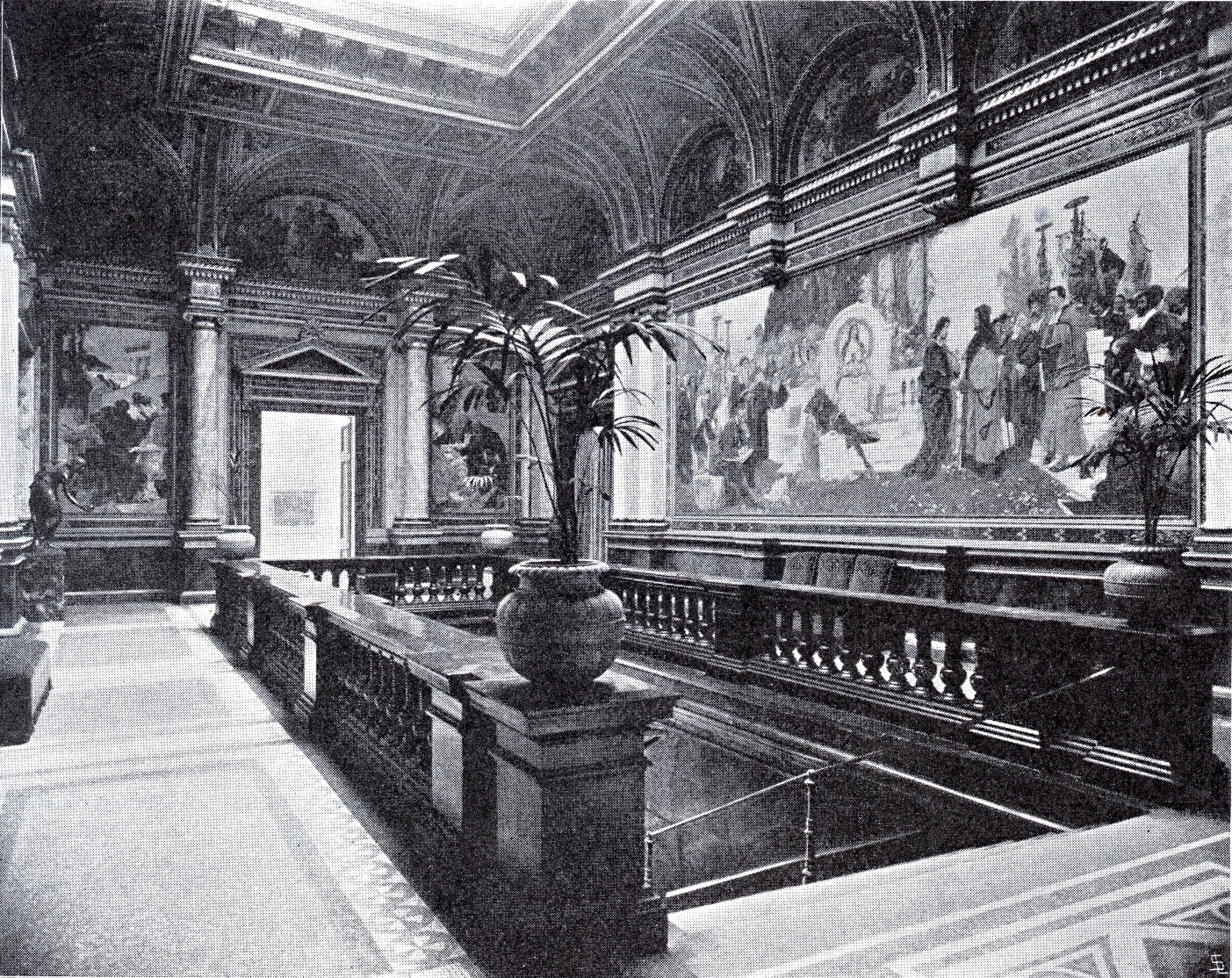
Kunsthalle Düsseldorf, Treppenhaus, rechts das Wandgemälde Die Kunst in der Renaissance

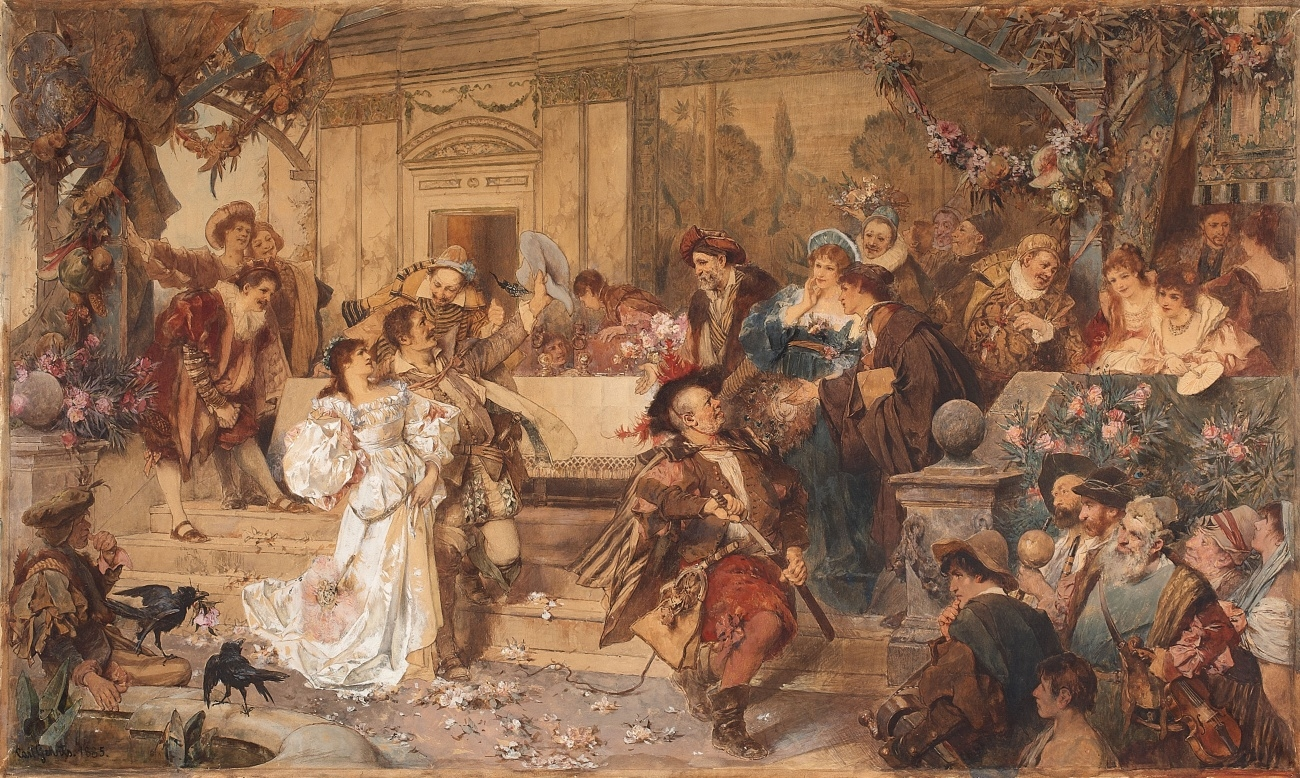
Hochzeit des Petrucchio, Aquarell, 1885

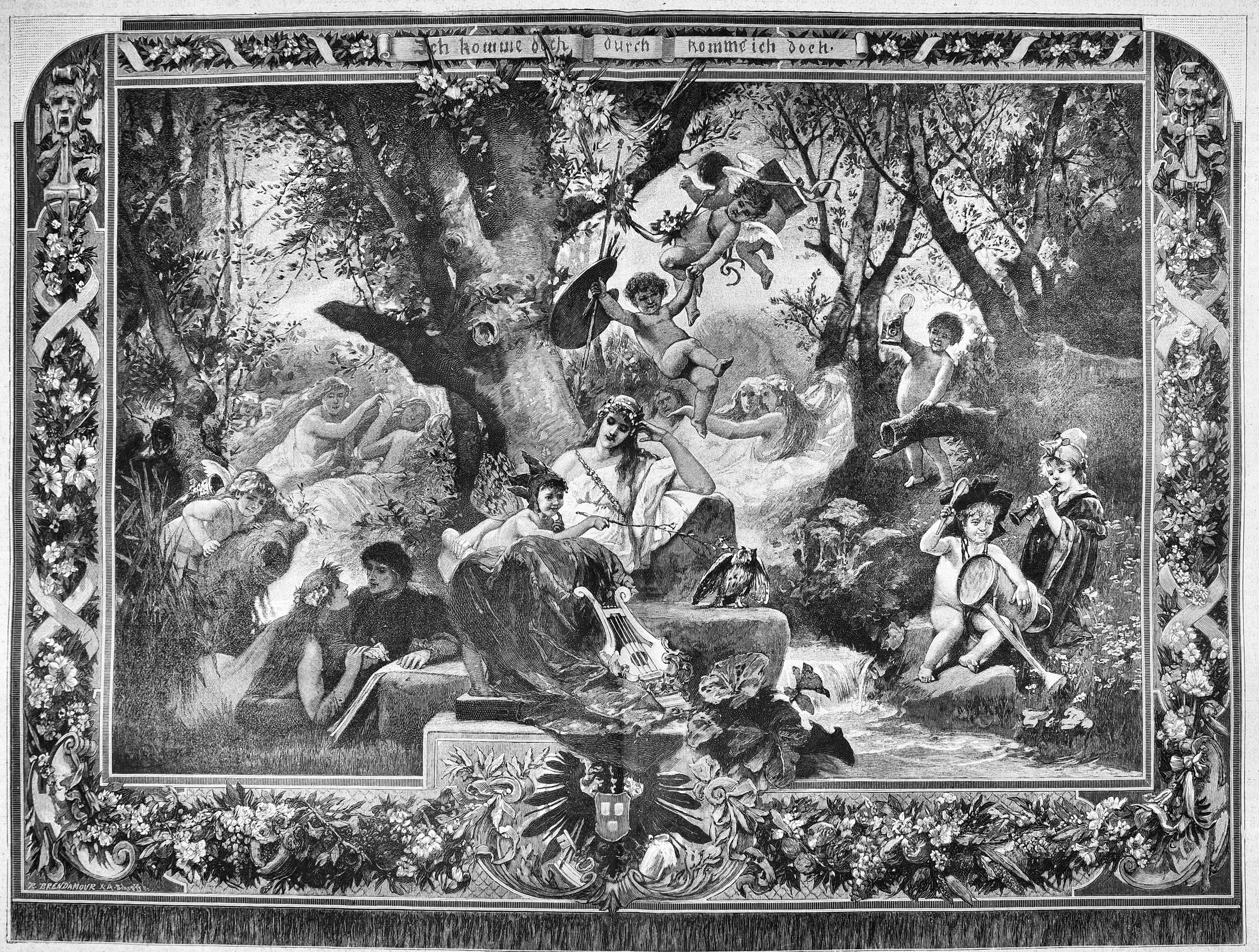
Der neue Vorhang der Malkastenbühne, Illustration in der Gartenlaube, 1894

Bekannt wurde Gehrts vor allem mit dekorativen Malereien, Farbverglasungen sowie Buch- und Schmuckgrafik. Als sein Hauptwerk gilt der von Zeitgenossen gefeierte Gemäldezyklus für das Obergeschoss des Treppenhauses der alten Düsseldorfer Kunsthalle mit den Wandbildern Die Kunst im Alterthum und Die Kunst in der Renaissance. Gehrts war auch als Illustrator für Bücher und Zeitschriften tätig, etwa bei den Fliegenden Blättern und in der Gartenlaube. Besondere Beliebtheit erlangten dabei die Figuren von Heinzelmännchen, Gnomen, Nixen und Elfen, die er aus Sagen und Märchen entwickelte. Unter seinen Aquarellen sticht die Arbeit Hochzeit des Petrucchio hervor. Auf Vermittlung seines Mäzens, des Hamburger Exportkaufmanns Arnold Otto Meyer, bekam er auch einige Aufträge in Hamburg und Umgebung, so z. B. drei Farbverglasungen für die Fenster des Bürgerschaftsaals im Hamburger Rathaus.
Nach dem Ende des Historismus wurde sein Schaffen durchaus kritisch bewertet. Die Zeitschrift Kunst für Alle charakterisierte ihn 1901 als den „letzten Romantiker unter den deutschen Illustratoren“. Im Jahr 2015 zeigte eine Ausstellung der Dr. Axe-Stiftung unter dem Titel Carl Gehrts und die Düsseldorfer Malerschule in Dahlem-Kronenburg einen Teil seiner Werke sowie Bilder seiner Zeitgenossen aus der Düsseldorfer Malerschule.
- Die Ankunft des Seeräubers Störtebecker in Hamburg, 1876
- Das Gastmahl des Grafen Gero, 1876
- Ein Narrenkrieg im Burgsaale, Illustration, 1879
- Das Gastmahl des Hiero, 1879–1882
- Allegorische und ornamentale Wanddekorationen der Kunstausstellung und der Textil- und Maschinenhalle auf der Gewerbe-Ausstellung für Rheinland, Westfalen und benachbarte Bezirke, 1880, zusammen mit Karl Rudolf Sohn sowie Ernst und Fritz Roeber[9]
- Stahl und Eisen, Illustration, 1881
- Hochzeit des Petrucchio, Aquarell, 1885
- Bismarck-Adresse des Künstlervereins „Malkasten“ in Düsseldorf, 1885[10]
- Dezemberfest Malkasten 1887 Düsseldorf: „Eine Weltausstellung 1887 in der Seestadt Düsseldorf“, Holzstich 1887
- Sechs allegorische Wandbilder zu den Hauptepochen der Kunstgeschichte in der alten Kunsthalle Düsseldorf, darunter Die Kunst im Alterthum und Die Kunst in der Renaissance (als sich gegenüberstehende Pendants 1887 entworfen,[11] freskiert zwischen 1889 und 1897, 1942 durch Luftangriffe im Zweiten Weltkrieg beschädigt, 1944 abgenommen, danach verschollen), dort außerdem 16 Lünetten zum Thema Die Freuden und Leiden des Mägdleins Malerei
- Porträt des Bildhauers Clemens Buscher, sign. 6. Januar (18)92 CG, Stadtmuseum Landeshauptstadt Düsseldorf
- Neuer Vorhang der Malkastenbühne, 1894
- Orientalische Händler auf der Wartburg